# Ulica Bytkowska w Siemianowicach Śląskich
Ulica Bytkowska – ulica w Siemianowicach Śląskich o długości około 440 metrów, biegnąca przez Bytków na całej swej długości. Łączy się ona na południu m.in. z ulicą Niepodległości, która prowadzi dalej w kierunku Katowic, zaś w kierunku północnym łączy Bytków z Michałkowicami. Ulicą kursują m.in. autobusy na zlecenie ZTM-u. Część kamienic przy ulicy Bytkowskiej wpisana jest do gminnej ewidencji zabytków. 

## Charakterystyka

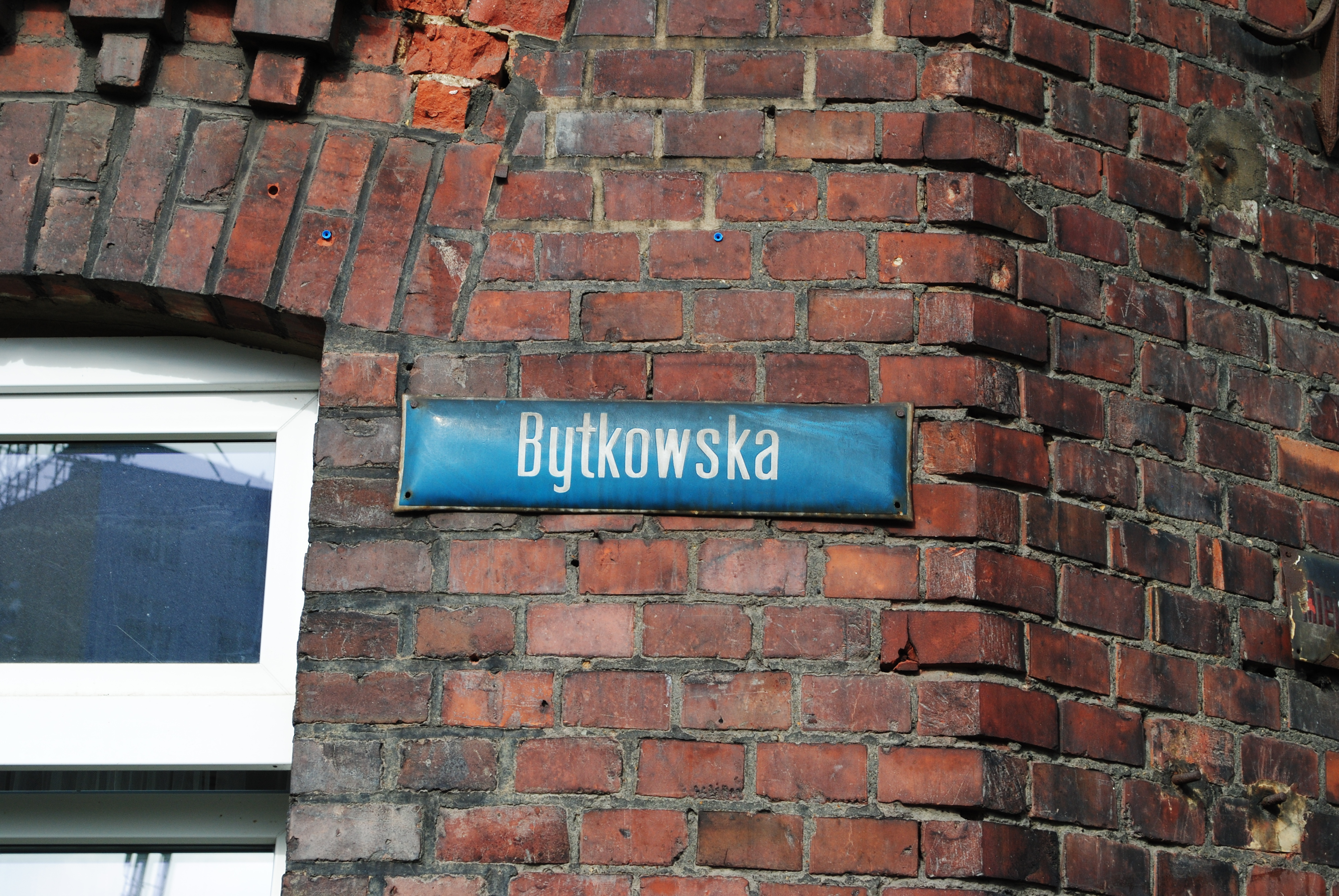
Tabliczka z nazwą ulicy

Ulica Bytkowska położona jest w zachodniej części Siemianowic Śląskich, na terenie dzielnicy Bytków. Jest ona drogą powiatową o ruchu dwukierunkowym. Numeracja budynków przy ulicy zaczyna się od strony południowej. Ulica Bytkowska na południowym krańcu krzyżuje się z następującymi ulicami: Bohaterów Westerplatte, Niepodległości i Marcina Watoły – drogi te kierują się dalej w kierunku Katowic bądź do Laurahuty położonej w siemianowickiej dzielnicy Centrum. Na całej długości ulica ma przebieg południkowy. Kończy się w rejonie przejazdu kolejowo-drogowego na przecięciu z linią kolejową nr 161, a za przejazdem droga ciągnie się dalej w kierunku Michałkowic jako ulica Oświęcimska. Na całej długości ulica Bytkowska od południa w kierunku północnym krzyżuje się z ulicą Stanisława Rzepusa (po prawej stronie) oraz ulicą Józefa Bema (po lewej stronie). Łączna długość ulicy wynosi około 440 metrów. W systemie TERYT ulica Bytkowska widnieje pod numerem 02521.
Ulicą kursują autobusy na zlecenie Zarządu Transportu Metropolitalnego (ZTM). Znajduje się tu jeden przystanek ze stanowiskami po obydwu stronach ulicy – Bytków Watoły. Według stanu z października 2021 roku na przystanku tym zatrzymywały się autobusy 13 linii (w tym po jednej w jednym kierunku oraz jedna nocna). Linie te łączyły rejon ulicy Bytkowskiej z innymi dzielnicami Siemianowic Śląskich oraz sąsiednimi miastami Górnośląsko-Zagłębiowskiej Metropolii, w tym m.in. z Chorzowem, Katowicami, Piekarami Śląskimi i Rudą Śląską.
W systemie REGON do połowy października 2021 roku wpisano łącznie 161 przedsiębiorstw mających swoją siedzibę przy ulicy Bytkowskiej. Wśród działających w tym okresie przedsiębiorstw były m.in. zakłady fryzjerskie, przedsiębiorstwa remontowo-budowlane, placówki medyczne, punkty gastronomiczne, sklepy wielobranżowe i inne placówki.
Ulica obecną nazwę posiadała już w czasach Polski Ludowej. W 2004 roku przy ulicy Bytkowskiej mieszkało 391 osób, zaś w 2014 roku było ich już 307, co stanowi spadek o blisko 21,5%. W 2016 roku dokonano wymiany nawierzchni mineralno-bitumicznej ulicy na długości 340 m. Prace te trwały na odcinku od przystanku autobusowego do przejazdu kolejowo-drogowego. Remont ten był kontynuacją prac przy wymianie nawierzchni sąsiedniej ulicy Oświęcimskiej. Koszt prac wyniósł około 2 mln złotych. Na przełomie lipca i sierpnia 2017 roku zmodernizowano przejazd kolejowo-drogowy znajdujący się na pograniczu ulicy Bytkowskiej i ulicy Oświęcimskiej, a na czas remontu ruch pojazdów został zamknięty.

## Obiekty historyczne i zabytki

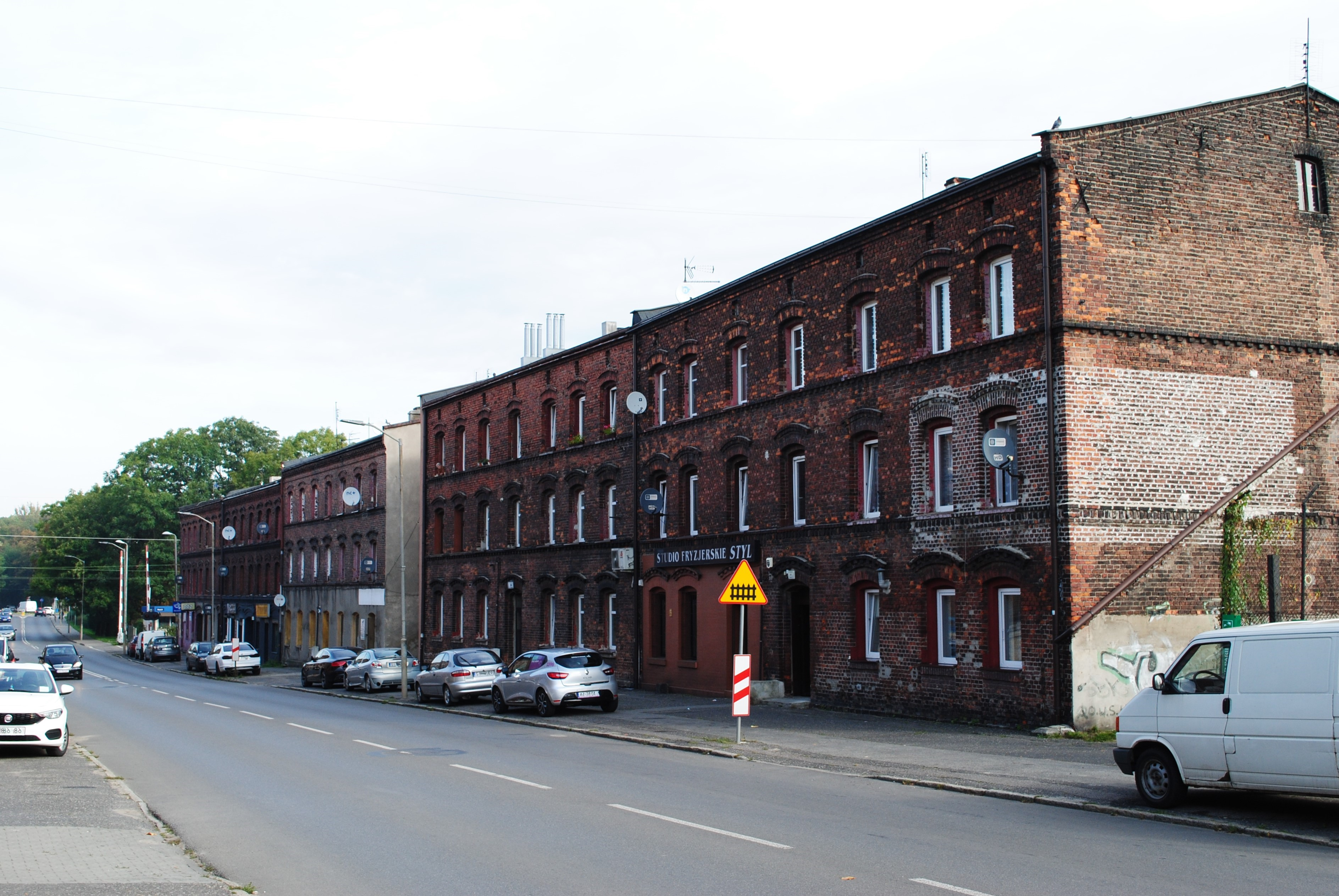
Kamienice po wschodniej stronie ulicy Bytkowskiej

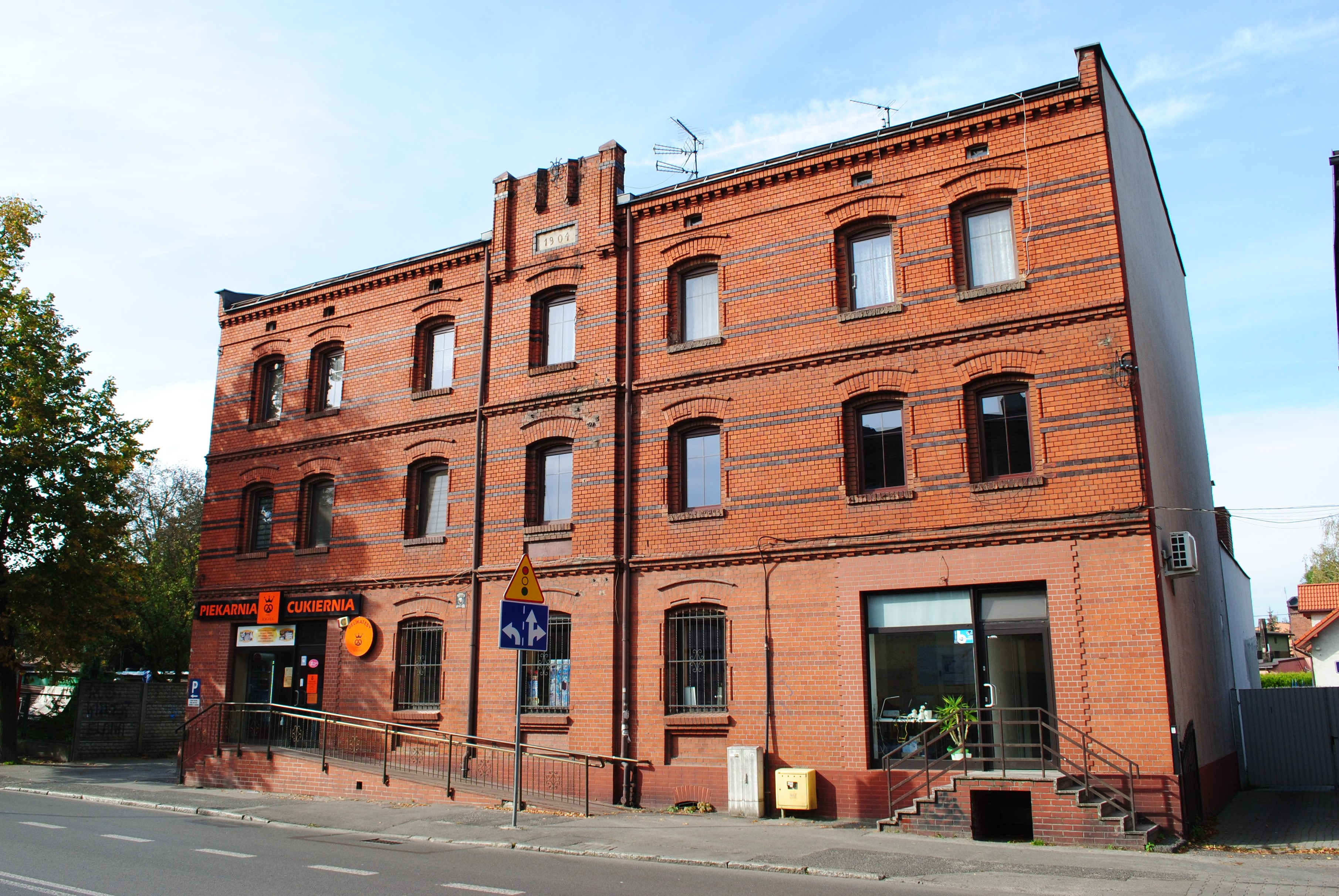
Kamienica przy ulicy Bytkowskiej 3 z inskrypcją na szczycie: 1904

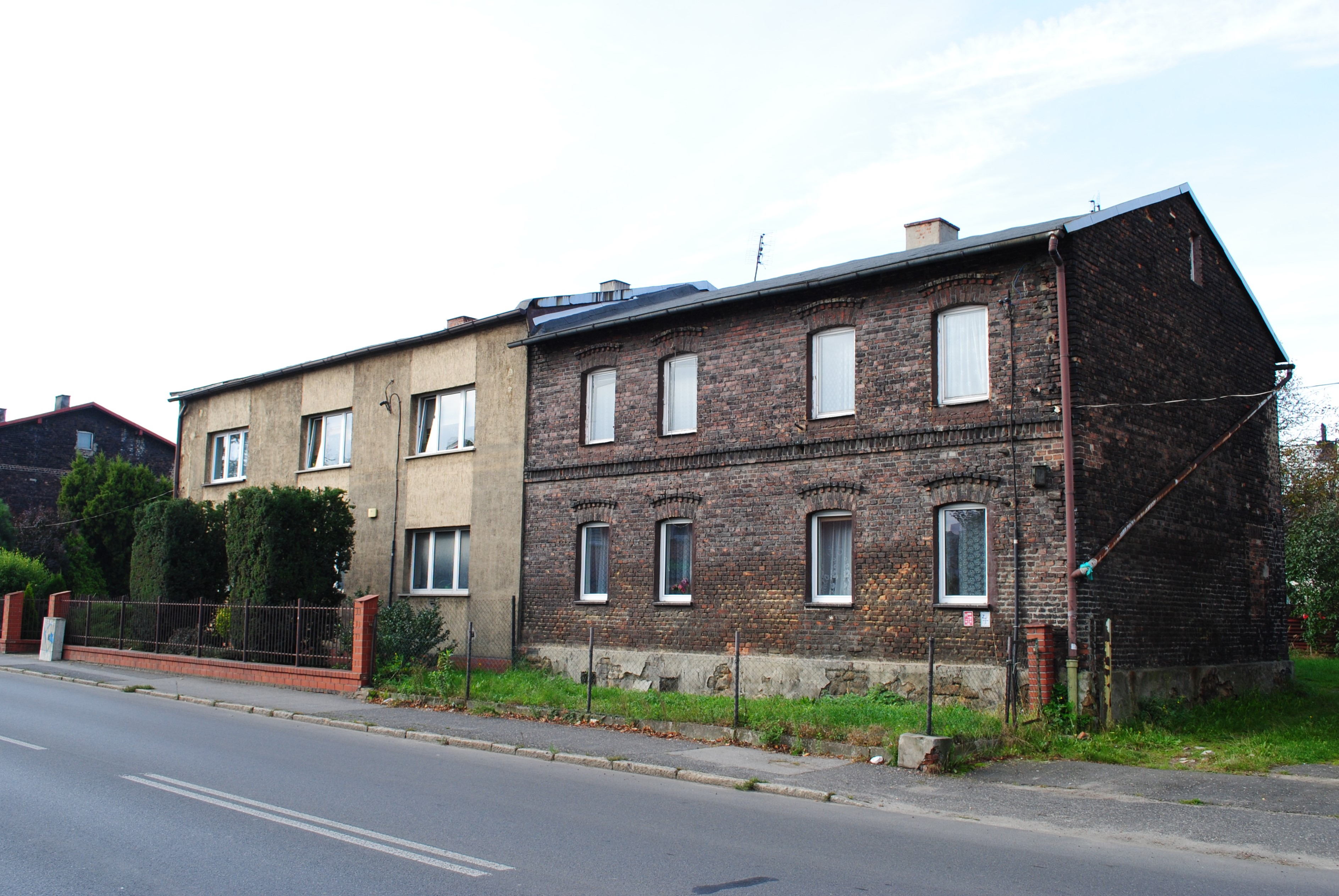
Budynek przy ulicy Bytkowskiej 15 i kamienica pod numerem 17

Część budynków przy ulicy Bytkowskiej jest wpisanych do gminnej ewidencji zabytków. Są to następujące budynki:
- kamienica (ul. św. Bytkowska 3)[13],
- kamienica (ul. św. Bytkowska 4)[13],
- kamienica (ul. św. Bytkowska 5)[13],
- kamienica (ul. św. Bytkowska 7)[13],
- kamienica (ul. św. Bytkowska 8)[13],
- kamienica (ul. św. Bytkowska 10)[13],
- kamienica (ul. św. Bytkowska 10a)[13],
- kamienica (ul. św. Bytkowska 17)[13],
- kamienica (ul. św. Bytkowska 19)[13],
- kamienica (ul. św. Bytkowska 21)[13],
- kamienica (ul. św. Bytkowska 23)[13],
- kamienica (ul. św. Bytkowska 25)[13],
- kamienica (ul. św. Bytkowska 27)[13],
- kamienica (ul. św. Bytkowska 28)[13],
- kamienica (ul. św. Bytkowska 29)[13],
- kamienica (ul. św. Bytkowska 30)[13],
- kamienica (ul. św. Bytkowska 31)[13],
- kamienica (ul. św. Bytkowska 32)[13],
- kamienica (ul. św. Bytkowska 34)[13],
- kamienica (ul. św. Bytkowska 36)[13].